# Nicky Butt
Nicky Butt  (Gorton, 1975. január 21. –) angol válogatott labdarúgó, jelenleg a Manchester United utánpótlásában tevékenykedik, a klub U19-es csapatának az edzője, valamint a hatodosztályban érdekelt Salford City társtulajdonosa, volt csapattársaival (Phil Neville, Gary Neville, Ryan Giggs, Paul Scholes) együtt. 